# Tabula rasa
Tábula rása (с лат. — «чистая доска», произн. та́була ра́са (классич.), та́була ра́за (по итал., нем. традициям)) — латинское крылатое выражение, которое используют для обозначения гносеологического тезиса о том, что отдельный человеческий индивид рождается без врождённого или встроенного умственного содержания, то есть чистым, его ресурс знаний полностью строится из опыта и чувственного восприятия внешнего мира. Эпистемологические сторонники tabula rasa не согласны с доктриной иннатизма, согласно которой ум рождается уже с определённым знанием. Как правило, сторонники теории tabula rasa отдают предпочтение воспитательной стороне в дебатах о социогенетизме или биогенетизме, когда речь идёт об аспектах личности, социальном и эмоциональном поведении, знании, разуме.
Со временем значение этой фразы приобрело переносный второстепенный смысл «с чистого листа», имея в виду события, чувства, философию.

## Философия

### Древнегреческая философия
В западной философии концепция tabula rasa восходит к трудам Аристотеля — сравнение ума с покрытой воском дощечкой для письма, которой пользовались уже в Древней Греции, появляется в сочинении «О душе». В одном из наиболее известных отрывков этого трактата он пишет, что:

Разве мы не избавились от проблемы, связанной со взаимодействием, включающим общий элемент, когда мы сказали, что разум в некотором смысле потенциально является тем, что мыслимо, хотя на самом деле он ничто, пока не подумает сам? В нём должно быть то, что он думает, точно так же, как можно сказать, что символы находятся на табличке, на которой ещё ничего не написано: именно это и происходит с умом.

Эта идея получила дальнейшее развитие в древнегреческой философии стоической школой. Стоическая эпистемология подчёркивает, что разум сначала пуст, но приобретает знания по мере воздействия на него внешнего мира. Доксограф Аэций резюмирует эту точку зрения так: «Когда человек рождается, стоики говорят, что у него есть управляющая часть его души, как лист бумаги, готовый для письма». Диоген Лаэртский приписывает подобное убеждение стоику Зенону Китийскому, когда он пишет в «Житиях и мнениях выдающихся философов», что:

Восприятие, опять же, — это отпечаток, производимый в уме; его название уместно заимствовано из отпечатков на воске, сделанных печатью; и восприятие они делят на постижимое и непонятное: постижимое, которое они называют критерием фактов, и которое производится реальным объектом и, следовательно, в то же время соответствует этому объекту; Непостижимое, которое не имеет отношения к какому-либо реальному объекту, или же, если оно имеет какое-либо отношение, которое не соответствует ему, являясь лишь расплывчатым и нечетким представлением.

У древних римлян в переносном смысле tabula rasa обозначало пустое место, а выражение «сделать из чего-либо tabula rasa» — «свести что-либо на нет». В буквальном смысле — чистая, выскобленная доска, то есть пустая доска.

### Авиценна (XI век)
В XI веке теория tabula rasa была более чётко разработана персидским философом Авиценной (араб. Ибн Сина). Он утверждал, что «человеческий интеллект при рождении напоминал tabula rasa, чистую возможность, которая актуализируется через образование и познаётся». Таким образом, согласно Авиценне, знание достигается через «эмпирическое знакомство с объектами в этом мире, из которых абстрагируются универсальные концепции», которое развивается с помощью «силлогистического метода размышления; наблюдения приводят к пропозициональным утверждениям, которые при составлении приводят к дальнейшим абстрактным концепциям». Далее он утверждал, что сам интеллект «обладает уровнями развития статического/материального интеллекта (al-‘aql al-hayulani), что потенциальные возможности могут приобретать знания для активного интеллекта (al-‘aql al-fa‘il), состояние человеческого интеллекта в сочетании с совершенным источником знаний.»
Идея о том, что человеческий интеллект при рождении представляет собой «чистую доску» высказывается, в частности, Авиценной

### Ибн Туфайль (XII век)
В XII веке андалузско-исламский философ и писатель Ибн Туфайль (известный на Западе как Абубасер или Эбн Топхаил) продемонстрировал теорию tabula rasa как мысленный эксперимент в своём арабском философском романе Хай ибн Якзан, в котором он изображает развитие ума одичавшего ребёнка «от tabula rasa до ума взрослого, находящегося в полной изоляции от общества» на необитаемом острове только через опыт.
Латинский перевод его философского романа под названием Philosophus Autodidactus, опубликованный Эдвардом Пококом в 1671 году, оказал влияние на формулировку tabula rasa Джона Локка в сочинении «Опыт о человеческом разумении».

### Фома Аквинский (XIII век)
В 13 веке святой Фома Аквинский вывел идеи Аристотеля и Авиценна на передний план христианской мысли. Эти представления резко контрастировали с ранее считавшимися платоническими представлениями о человеческом разуме как о сущности, которая существовала где-то на небесах до того, как была послана вниз, чтобы присоединиться к телу здесь, на Земле (см. Платоновские Федон и Апология, а также другие). Святой Бонавентура (также XIII век) был одним из самых яростных интеллектуальных противников Аквинского, предлагая одни из самых сильных аргументов в пользу платонической идеи разума.

### Фортескью (XV век)
Позднесредневековый английский юрист Сэр Джон Фортескью в своём труде «Хвала законам Англии» (глава VI) принимает как должное понятие tabula rasa, подчёркивая его как основу необходимости образования молодёжи в целом, и особенно молодых князей:

Поэтому, князь, пока вы молоды и ваш ум как чистый лист, запечатлейте на нем эти вещи, чтобы в будущем он не был впечатлен более приятными образами меньшей ценности.

### Локк (XVII век)
Широкую известность латинское словосочетание tabula rasa получило благодаря английскому философу Джону Локку, воспринявшему наследие предшествующей философской традиции и использовавшему данный термин для критики теории врождённых идей в своём трактате «Опыт о человеческом разумении» (1690). Так понятие Tabula rasa использовал английский философ Джон Локк в «Опыт о человеческом разумении» :

Предположим, что ум есть, так сказать, белая бумага без всяких знаков и идей. Но каким же образом он получает их? Откуда он приобретает тот
[их] обширный запас, который деятельное и беспредельное человеческое воображение нарисовало с почти бесконечным разнообразием? Откуда получает он весь материал рассуждения и знания? На это я отвечаю одним словом: из опыта.
Оригинальный текст (англ.)Let us then suppose the mind to be, as we say, white paper, void of all characters, without any ideas; how comes it to be furnished? Whence comes it by that vast store which the busy and boundless fancy of man has painted on it, with an almost endless variety? Whence has it all the materials of reason and knowledge? To this I answer in one word, from experience.

В философии Локка tabula rasa была теорией, согласно которой при рождении (человеческий) разум представляет собой «чистый лист» без правил обработки данных, и что данные добавляются, а правила обработки формируются исключительно на основе чувственного опыта. Это понятие является центральным в эмпиризме Локка; оно служит отправной точкой для последующего объяснения Локком (в Книге II, Опыт о человеческом разумении) простых и сложных идей.
В понимании Локка tabula rasa означала, что ум человека рождается пустым, а также подчёркивает свободу людей создавать свою собственную душу. Индивиды свободны определять содержание своего характера, но основная идентичность как члена человеческого вида не может быть изменена. Эта презумпция свободного, авторского разума в сочетании с неизменной человеческой природой ведёт к доктрине Локка о «естественных» правах.

### Фрейд (XIX век)
Термин tabula Rasa используется в психоанализе Зигмунда Фрейда. Фрейд изобразил личностные черты как сформированные семейной динамикой (Эдипов комплекс). Теории Фрейда подразумевают, что у людей нет свободы воли, генетическое влияние на человеческую личность минимально, а основным параметром, определяющим развитие человека, является воспитание.

### XX век
Концепция tabula rasa стала популярной в социальных науках в двадцатом веке. Ранние идеи евгеники предполагали, что человеческий интеллект сильно коррелирует с социальным классом, но позднее эти утверждения были отвергнуты, и разговоры о том, что гены (или просто «кровь»), определяют характер человека, перешли в разряд расистских. К 1970-м годам такие учёные, как Джон Мани, стали воспринимать гендерную идентичность как социально построенную, а не генетически заданную.

## Наука

### Психология и нейробиология
Психологи и нейробиологи продемонстрировали доказательства того, что изначально вся кора головного мозга запрограммирована и организована для обработки сенсорной информации, управления двигательными действиями, регулирования эмоций и рефлекторной реакции (в заранее определённых условиях). Эти запрограммированные механизмы в мозге впоследствии действуют, чтобы изучить и улучшить способности организма. Например, психолог Стивен Пинкер показал, что в отличие от письменной речи мозг «запрограммирован» на спонтанное восприятие устной речи.
Однако меньшинство специалистов в области психологии и нейробиологии заявляло, что мозг является tabula rasa только для определённых форм поведения. Например, что касается способности приобретать как общие, так и специальные типы знаний или навыков, Майкл Хоу возражал против существования врождённого таланта. Также были проведены неврологические исследования конкретных функций обучения и памяти, такие как исследование Карла Лэшли о массовых действиях и механизмах последовательного взаимодействия.
Некоторые свидетельства против модели ума tabula rasa были получены из Психогенетики, особенно из исследований близнецов и усыновлений. Это указывает на сильное генетическое влияние на личные характеристики, такие как IQ, алкоголизм, гендерную идентичность и другие черты. Многомерные исследования показывают, что различные способности разума, такие как память и ум, разделяются по генетическим границам. Культурные универсалии, такие как эмоции и относительная устойчивость психологической адаптации к случайным биологическим изменениям, также поддерживают основные биологические механизмы в сознании.

#### Социальная гипотеза «предварительной установки»
Исследования близнецов привели к важным свидетельствам против модели ума tabula rasa, в частности, социального поведения. Гипотеза социальной предустановки (также неофициально известная как «запрограммированние на социальность») относится к онтогенезу социального взаимодействия. Теория ставит под сомнение наличие предрасположенности к социально ориентированным действиям ещё до рождения. Исследования этой теории показывают, что новорожденные рождаются в мире с уникальной генетической связью, позволяющей им быть социальными.
Косвенные доказательства, подтверждающие гипотезу социальной предустановки, могут быть обнаружены при изучении поведения новорожденных. Было обнаружено, что новорожденные, даже спустя несколько часов после рождения, демонстрируют готовность к социальному взаимодействию. Эта готовность выражается в имитации мимики. Такое наблюдаемое поведение нельзя отнести к какой-либо нынешней форме социализации или социального конструкционизма. Скорее всего, новорожденные в какой-то степени наследуют социальное поведение и идентичность через генетику.
Основное свидетельство этой теории обнаруживается при изучении беременностей двойней. Главный аргумент заключается в том, что если есть виды социального поведения, которые наследуются и развиваются до рождения, то следует ожидать, что плод-близнецы будут участвовать в какой-либо форме социального взаимодействия до своего рождения. Таким образом, десять плодов были проанализированы в течение определённого времени с помощью ультразвуковых методов. Используя кинематический анализ, результаты эксперимента показали, что плод-близнецы будут взаимодействовать друг с другом в течение более длительных периодов времени и чаще по мере протекания беременности. Исследователи пришли к выводу, что выполнение движений между близнецами не было случайным, а было целенаправленным.

Гипотеза социальной предварительной установки оказалась верной:

Центральным достижением этого исследования является демонстрация того, что социальные действия выполняются уже во втором триместре гестационного возраста. Начиная с 14-й недели гестационного возраста, плод-близнецы планируют и выполняют движения, специально нацеленные на него. Эти данные заставляют нас предшествовать возникновению социального поведения: когда контекст позволяет это, как в случае с близнецами, действия, направленные на других, не только возможны, но и преобладают над действиями, направленными на себя.

### Информатика
В искусственном интеллекте tabula rasa относится к разработке автономных агентов с механизмом рассуждений и планирования для достижения своей цели, но без «встроенной» базы знаний об окружающей их среде. Таким образом, они являются чистым листом.
На самом деле автономные агенты обладают исходным набором данных или базой знаний, но они не могут быть неизменными, иначе это будет препятствовать автономии и эвристическим способностям. Даже если набор данных пуст, обычно можно утверждать, что существует встроенная предвзятость в механизмах рассуждений и планирования. Умышленно или непреднамеренно помещённый туда дизайнером-человеком, он таким образом отрицает истинный дух tabula rasa.
Синтаксический парсер языка программирования (например, LR(1), LALR(1) или SLR(1)) можно рассматривать как частный случай tabula rasa, поскольку он предназначен для приёма любого из возможно бесконечного набора программ на исходном языке в рамках одного языка программирования и для вывода либо хорошего парсинга анализа программы, либо хорошего перевода программы на машинный язык, что либо означает успех, либо, альтернативно, неудачу и ничего больше. «Исходный набор данных» — это набор таблиц, которые обычно создаются механически с помощью парсера генератора таблиц, обычно из БНФ-представления исходного языка, и представляют собой «табличное представление» какого-либо одного языка программирования.
AlphaZero добилась сверхчеловеческой производительности в различных настольных играх, используя самостоятельную игру и обучение с подкреплением tabula rasa, что означает, что у неё не было доступа к человеческим играм или жёстко запрограммированным человеческим знаниям о любой игре, а были только правила игры.